# Ho bisogno di te (Iva Zanicchi)
Ho bisogno di te è l'unico CD singolo della cantante italiana Iva Zanicchi, pubblicato nel 2001.

## Tracce
1. Ho bisogno di te* - 3:53 - (M. Salvatori)
2. Ho bisogno di te (Remix)** - 3:38 - (M. Salvatori)
3. Un minuto de sol (adattamento spagnolo di Ho bisogno di te)** - 3:38 - (Marco Salvatori - Benjamin A. Estacio)
4. Ho bisogno di te (strumentale)** - 3:38 - (M. Salvatori)